# Cal Melquis
Cal Melquis és un edifici del municipi de Cervià de les Garrigues (Garrigues) que forma part de l'Inventari del Patrimoni Arquitectònic de Catalunya. Roman deshabitada aproximadament des dels anys seixanta del segle xx.

## Descripció
És un conjunt que es troba en força mal estat, l'interior està en ruïnes. La façana està feta de maçoneria arrebossada. Era un habitatge de planta baixa pis i golfes, fet de pedres irregulars sense desbastar, únicament trobem carreus ben escairats als mutants i llindes de finestres i la porta principal. Aquesta última és l'element més interessant del conjunt; té un relleu a la llinda i un altre a sobre d'aquesta, menys sobresortint i on es veu tot d'eines pròpies d'un paleta. Els ampits de les finestres estan motllurats.